# Géographie de l'Yonne
La géographie de l'Yonne est celle d'un département où se mêlent un bassin sédimentaire, le Bassin parisien, et un massif primaire, le Morvan.

## Situation
| \| Sénonais Gâtinais Puisaye Avallonnais Morvan Tonnerrois Pays d'Othe Auxerrois Forterre Terre-Plaine L'Yonne Le Serein L'Armançon La Cure \| Carte topographique et localisation des régions naturelles dans le département |
| Sénonais Gâtinais Puisaye Avallonnais Morvan Tonnerrois Pays d'Othe Auxerrois Forterre Terre-Plaine L'Yonne Le Serein L'Armançon La Cure                                                                                      |

Le département de l'Yonne fait partie de la région Bourgogne-Franche-Comté.
Il est limitrophe des départements de la Nièvre au sud, de la Côte-d'Or à l'est, de l'Aube au nord-est, de Seine-et-Marne au nord-ouest et du Loiret à l'ouest.

## Généralités

Carte détaillée du département de l'Yonne

La diversité des sols (granitique, jurassique, crétacé et tertiaire) et la disposition des couches sédimentaires en auréoles concentriques entraînent une grande complexité géographique.
- au nord, le département est une région de plaines sédimentaires qui englobe le Sénonais agricole et le pays d'Othe forestier, qui domine les vallées de l'Yonne et de l'Armançon.
- à l'ouest, le Gâtinais, plateau ondulé appartenant à la zone centrale tertiaire du Bassin parisien, et le Pays de Puisaye-Forterre au sud-ouest, au caractère bocager.
- au centre et à l'est, les plateaux bourguignons, calcaires, s'inclinent doucement vers le nord-ouest, mais s'abaissent brusquement vers le sud-est ; ils comprennent :
  - l'Auxerrois, plate-forme rocailleuse où s'est établie la vigne (Chablis),
  - le Tonnerrois, d'altitude plus basse.
- au sud, la Terre Plaine, plaine argilo-calcaire où l'on pratique l'élevage, et le Morvan, massif granitique ancien et forestier.

Le département culmine dans e bois de la Pérouse au nord du Morvan sur la commune de Quarré-les-Tombes, à 607 m d'altitude.

Paysages de l'Yonne :
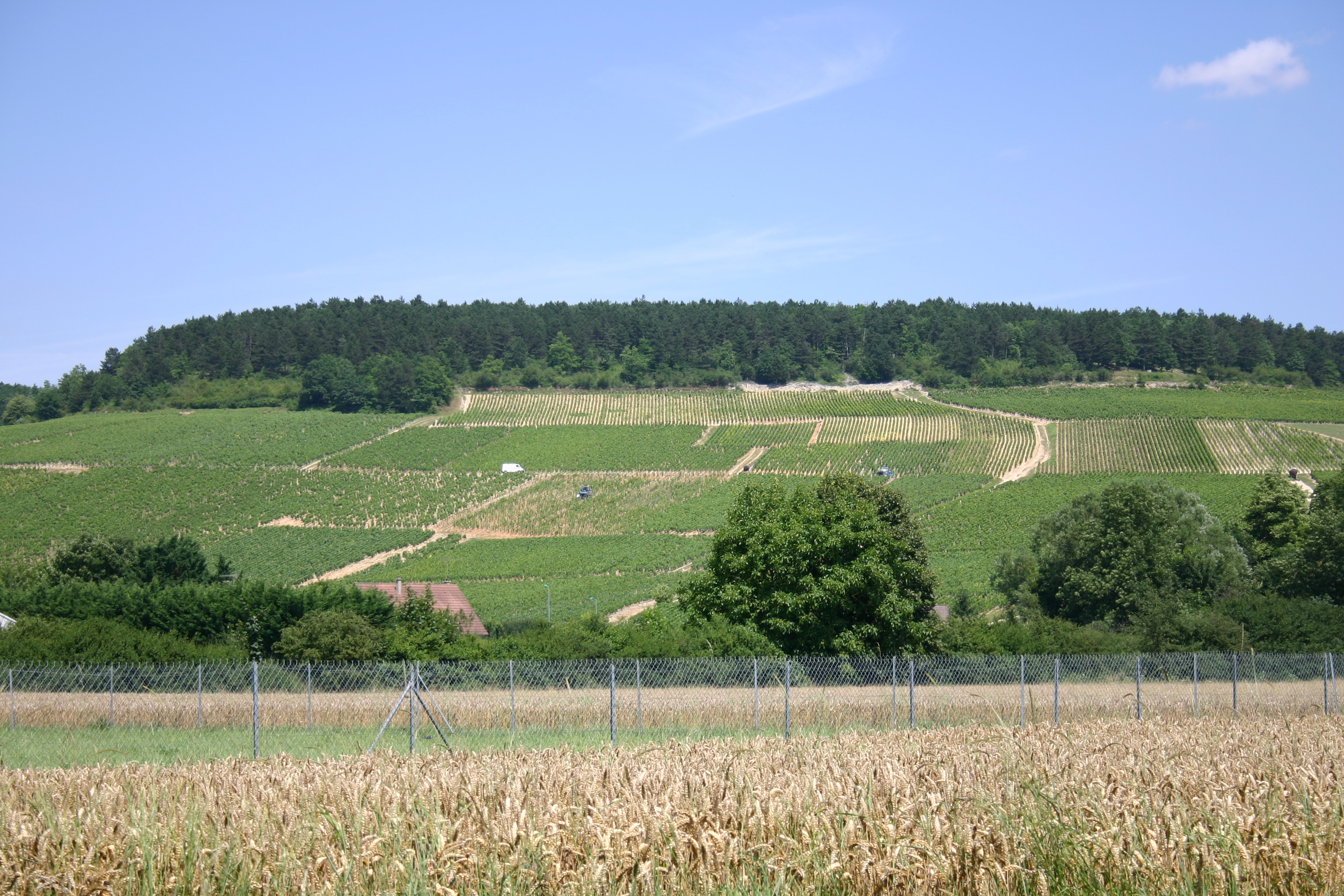
Le vignoble de Chablis, dans le centre-est.
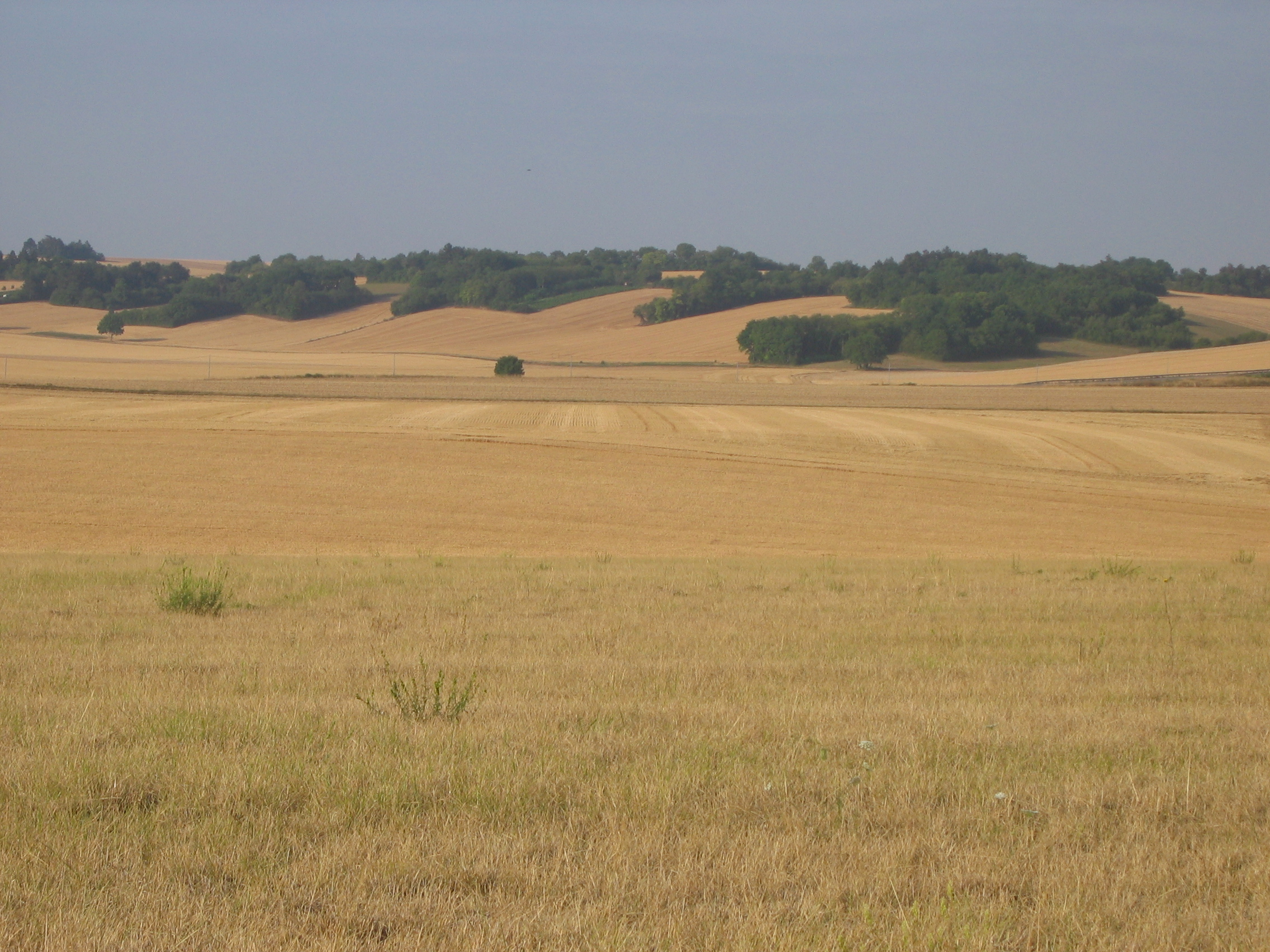
Paysage de l'Auxerrois, dans le centre.
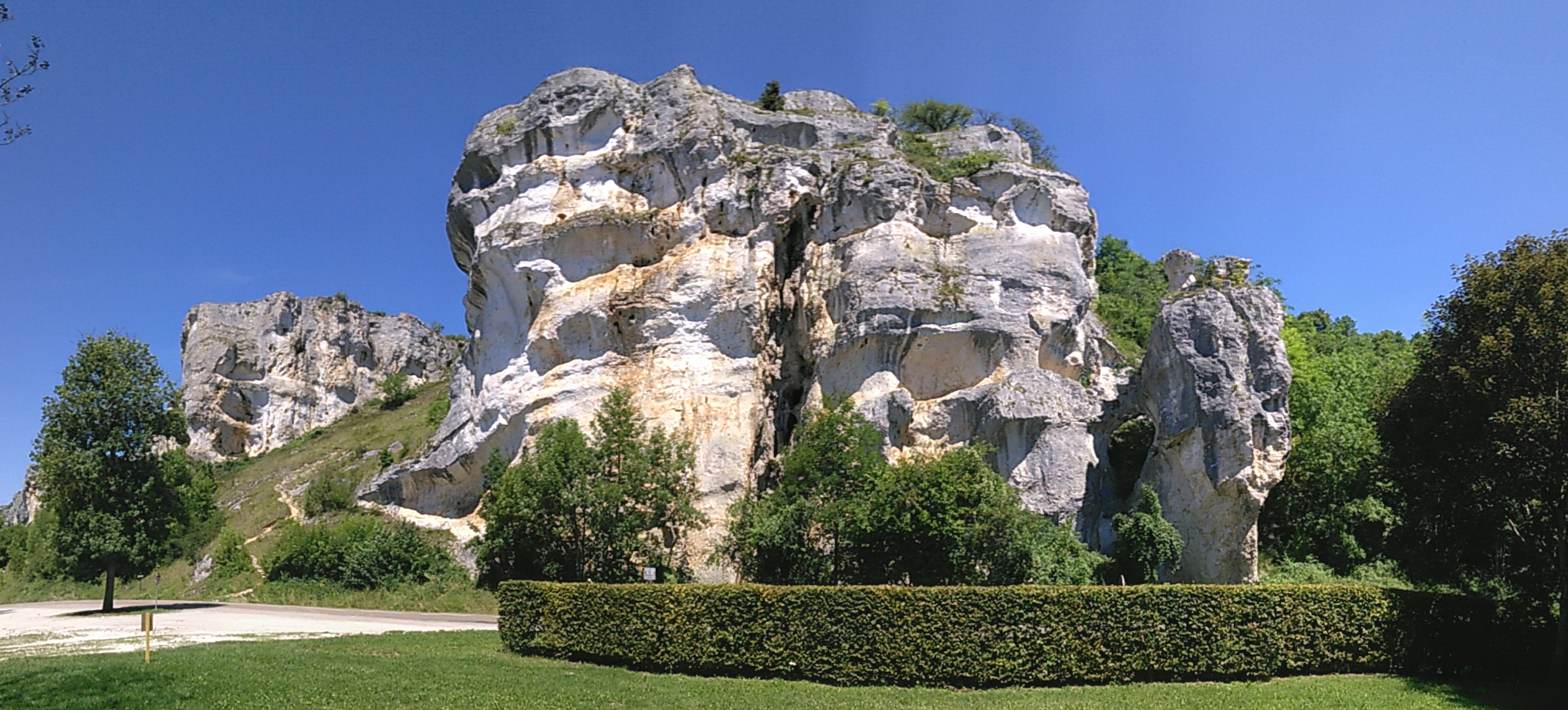
Les rochers du Saussois, dans le sud.

## Hydrographie
Plusieurs rivières parcourent le département dont :
- l'Yonne (rg[note 1], 292 km, affluent de la Seine
- l'Armançon (rd), 202 km, affluent de l'Yonne
- le Serein (rd), 188 km, affluent de l’Yonne
- le Loing, 143 km (rg), autre affluent de la Seine
- la Cure (rd), 113 km, affluent de l'Yonne
- l'Ouanne (rd), 84 km, affluent du Loing
- la Vanne (rd), 59 km, affluent de l'Yonne
- le Branlin (rg), 43,7 km, affluent de l'Ouanne
- la Cléry (rd), 43,1 km, affluent du Loing
- le Vrin (rg), 37 km, affluent de l'Yonne
- la Vrille (rd), 33 km, affluent de la Loire
- l'Agréau (rg), 24 km, affluent du Branlin
- le Péruseau (rd), 9,4 km, affluent de l'Ouanne
- la Chanteraine (rd), 8,8 km, affluent de l'Ouanne
- le ru de Bourienne, 5,7 km, qui part de la fontaine du parc de Chaumot jusqu'à l'Yonne.

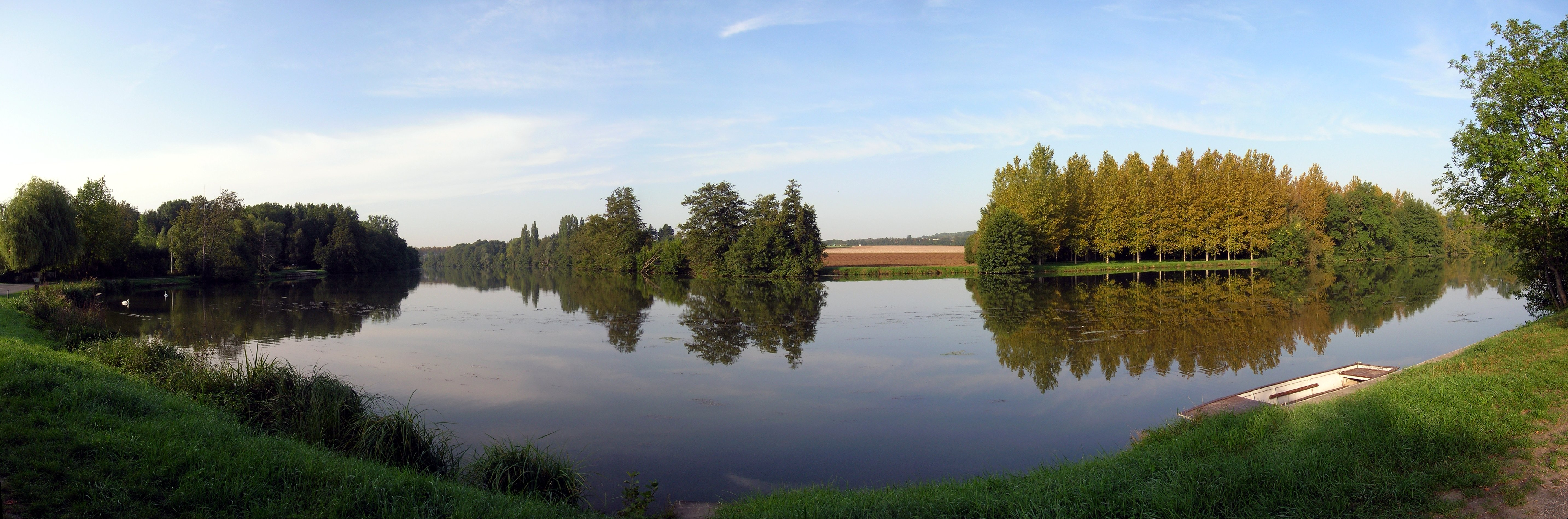
Un coude de l'Yonne dans le village d'Armeau.

## Relief
L'Yonne possède un seul col[réf. souhaitée], le col de Crémant, qui s'élève à une altitude de 193 mètres.

## Sources
- Atlas des paysages de l'Yonne Octobre 2008